# Trechus terceiranus
Trechus terceiranus é uma espécie de insetos coleópteros pertencente à família Carabidae.
A autoridade científica da espécie é Machado, tendo sido descrita no ano de 1988.
Trata-se de uma espécie presente no território português.